# Екатеринославский кирпичный стиль
«Екатериносла́вский кирпи́чный стиль» (укр. Катеринославський цегляний стиль) — специфический местный вариант кирпичного стиля, получивший распространение в городе Екатеринослав (ныне — Днепр) Екатеринославской губернии Российской империи. Условный термин был введён в середине 1980-х годов историком архитектуры С. Б. Ревским в отношении оформления красным кирпичом главных фасадов секционных доходных домов, возводившихся во второй половине 1880-х — первой половине 1900-х годов во «внестилевой» эклектике. Учёный выступал против расширительного толкования термина и выделил специфические признаки местного варианта «кирпичного стиля». В 1880-х — первой половине 1900-х годов были возведены сотни домов в этом «стиле», такими зданиями были застроены десятки кварталов Екатеринослава. Крупные образцы массовой застройки сохранялись в городе до второй половины 1980-х годов. Со временем многие ценные в архитектурном отношении дома были разрушены, снесены, фасады домов подверглись искажениям.   

## История
Отличительным признаком так называемого «кирпичного стиля» является обнажённая кирпичная кладка с использованием натурального цвета и фактуры кирпича без последующей штукатурки или облицовки. Стиль получил распространение в российской архитектуре второй половины XIX — начала XX веков и отразил тенденцию создания рационально организованного здания. Русский архитектор И. С. Китнер писал в 1872 году о преимуществах отделки домов только с использованием кирпича: «…употребление кирпича как материала, весьма удобного для украшения фасадов строений, представляет во всех отношениях большую выгоду. Кирпичная облицовка фасада несравненно рациональнее штукатурной её отделки. Строение с кирпичной облицовкой имеет в нашем климате большую прочность и возводится в гораздо меньший срок».
В связи с бурным развитием промышленности во второй половине XIX века на юге Российской империи, Екатеринослав («украинский Манчестер» по словам историка Д. И. Яворницкого) рос большими темпами. Мощный импульс индустриализации придало окончание строительства в 1884 году железнодорожного моста (Амурский мост) через реку Днепр в районе Екатеринослава, что посредством Екатерининской железной дороги позволило связать Донецкий угольный бассейн и Криворожский железорудный бассейн. В этот период город стремительно расширялся, он стал крупным промышленным центром, происходило увеличение строительства, взрывной рост населения. В связи с этим в городе стали массово возводиться доходные дома, со временем составившие большую часть исторической застройки Днепропетровска (Днепра). В середине XIX века в городской застройке преобладали эклектические и романтические черты, позднее стали появляться здания в «кирпичном стиле». Сооружения в этой манере появились в городе в начале 1870-х годов. Здания, возведённые из кирпича, строились быстро, были дешевле и функциональнее оштукатуренных. Кроме того, распространению кирпича в строительстве способствовало то, что окрестности Екатеринослава были богаты качественной глиной. К началу XX века в городе находилось более двадцати кирпичных заводов, производивших красный кирпич. 

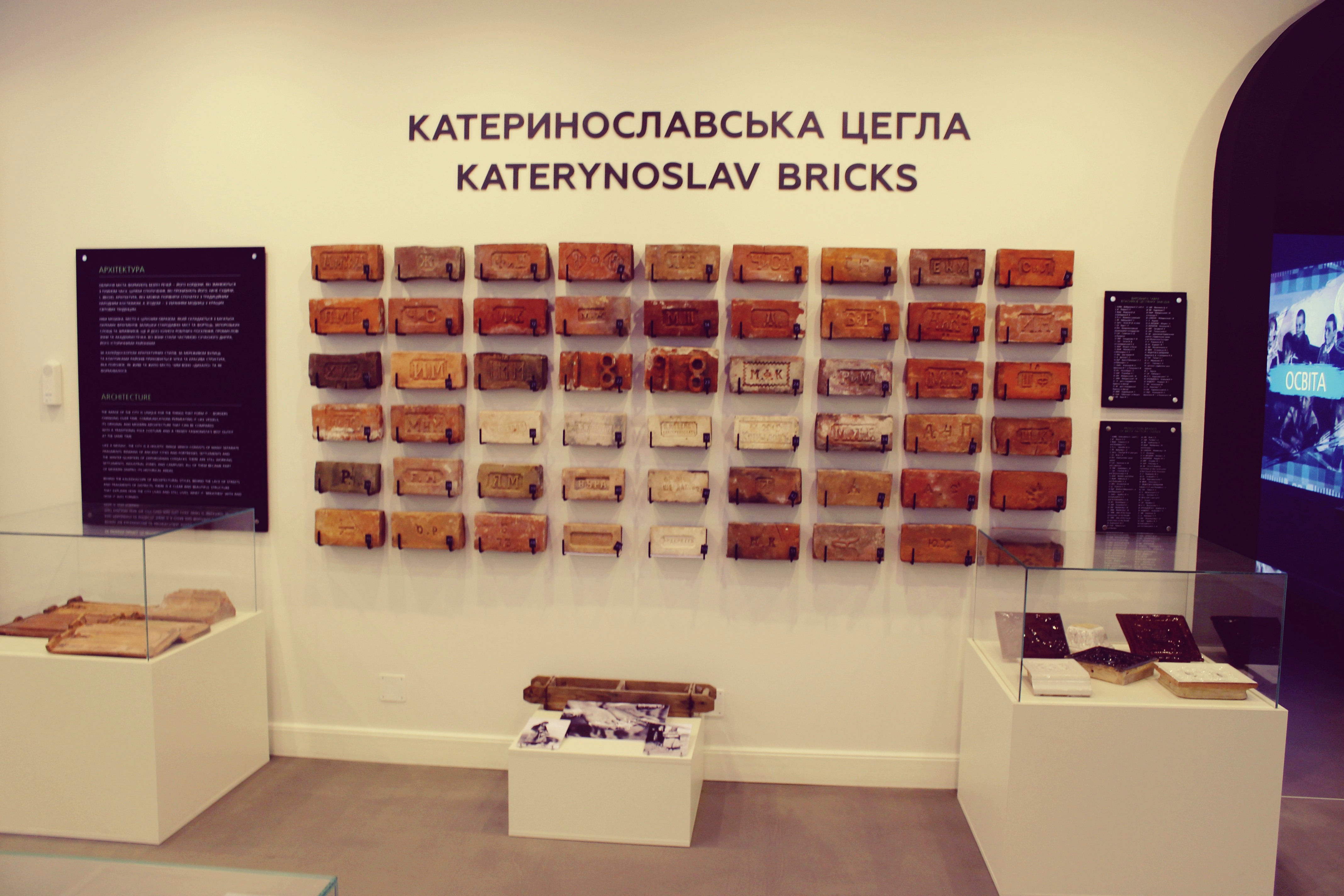
Образцы екатеринославского кирпича в зале

Термин «екатеринославский кирпичный стиль» (в архитектурной документации сокращённо «е. к. с.») был введён Сергеем Борисовичем Ревским — историком архитектуры, членом Союза архитекторов (1981), кандидатом искусствознания (1983), профессором Приднепровской государственной академии строительства и архитектуры (2000), членом Международного совета ООН по вопросам памятников и выдающихся мест, автором более двухсот научных работ. В середине 1980-х годов он принимал участие в научно-исследовательской работе по разработке рекомендаций для реконструкции исторической застройки Днепропетровска. В паспортной карте каждого из тысяч исторических зданий, подлежащих инвентаризации и классификации, для местного варианта «кирпичного стиля» учёным был введён условный термин «екатеринославский кирпичный стиль». По его мнению, местный вариант кирпичного стиля выработался при возведении главных фасадов секционных доходных домов. Ревский выступал против расширительного толкования названия, в том числе мнения о существовании домов, оформленных в таком стиле, за пределами Екатеринослава, распространение термина не только на доходные дома, но и на другие постройки, в том числе особняки (Н. В. Сысойлов, И. А. Гриманова). Ревский относил специфический городской «стиль» к эпохе эклектики, критикуя тех исследователей, которые связывали его с модерном. Он выделил специфические признаки, выделяющие локальный «екатеринославский кирпичный стиль»:
1. Выработался и получил массовое распространение только в Екатеринославе;
2. Имел чёткие временные рамки: только вторая половина 1880-х — первая половина 1900-х годов;
3. Фасады оформлялись только из красного кирпича и только во «внестилевой» эклектике;
4. «ЕКС» применялся только при облицовке главных фасадов доходных секционных домов, состоявших из двух до трёх с половиной (с цокольным) этажей. В редких случаях, на уклонах холмов цокольный этаж в трёх с половиной этажных домах мог переходить в четвёртый. Однако дома с таким решением не были полнофасадными, а дополнительный этаж располагался лишь на одной из боковых сторон дома и в целом воспринимался как трёх с половиной этажный;
5. «ЕКС» приобрёл специфическую «чёткую систему архитектурно-художественного решения главных фасадов, заключавшуюся в строгой обусловленности сочетания пятичастной фронтальной композиции и абсолютно определённых по образному характеру и месторасположению элементов и деталей пластического оформления, которые представляли собой гипертрофированную трактовку определённых форм только ордерной архитектуры»[5].

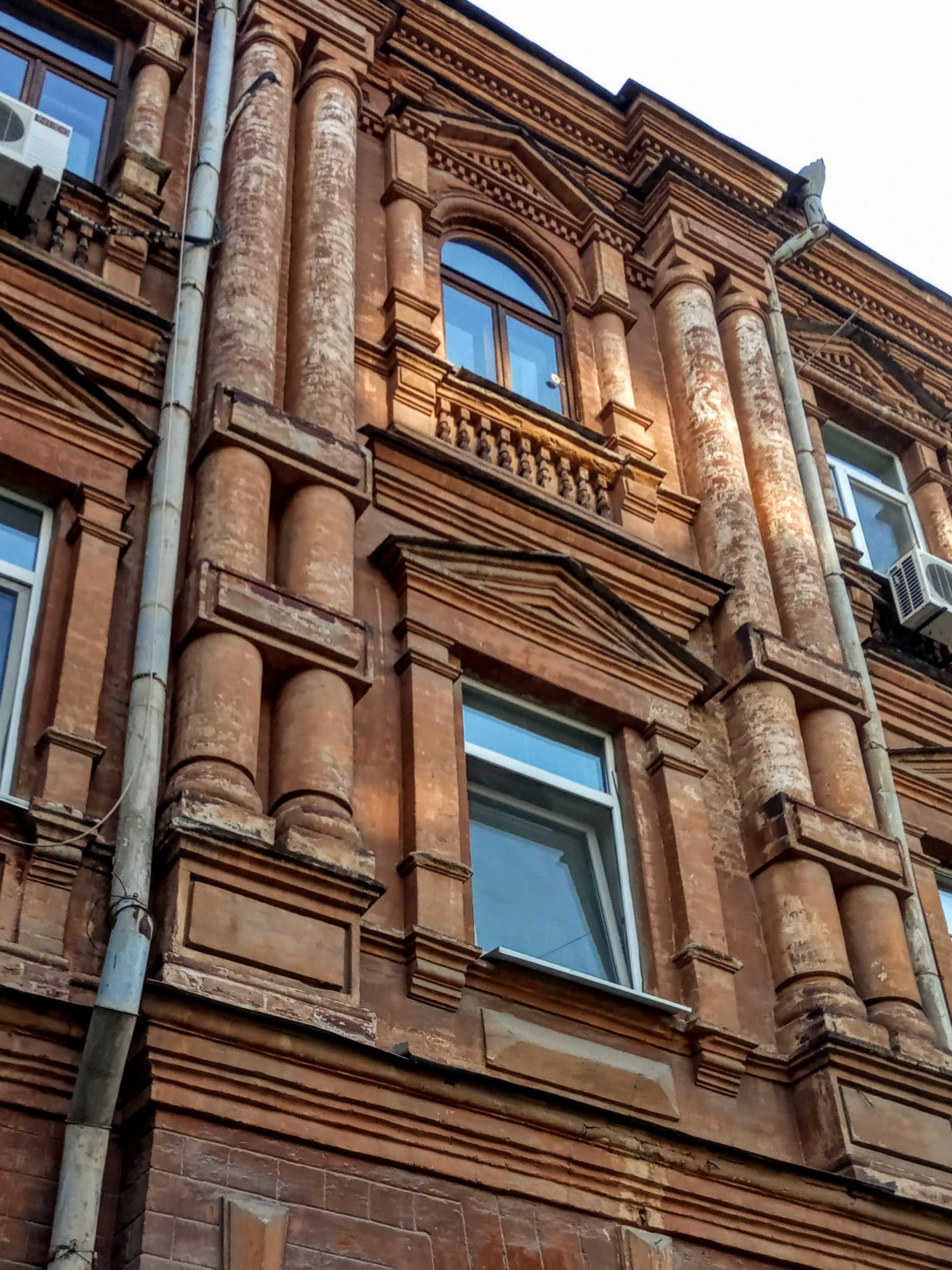
Фрагмент фасада дома Добровенского, ул. Якова Самарского, № 5. Памятник архитектуры Украины № 86дп

К концу 1890-е годов «ЕКС» полностью сформировался. Так, если в середине 1890-х годов вместе с кирпичным применялся лепной декор, то через несколько лет фасады стали возводиться только из кирпича. В «кирпичном стиле» на протяжении ограниченного периода времени в Екатеринославе были застроены десятки кварталов, в том числе методом сплошной застройки. Несмотря на то, что «кирпичный стиль» получил большое распространение в Российской империи, по оценке Ревского, «ни один город не имел столь крупных районов и протяжённых улиц с исключительно исторически единовременной застройкой, представлявшей эклектику в „кирпичностилевой“ трактовке конца XIX в., какие имел Екатеринослав». Несмотря на множество модификаций екатеринославского кирпичного стиля, различных пропорций фасадов и их элементов, общая схема оформления оставалась постоянной, типовой. Край фасада секции и его центр, где по оси секции располагалась лестничная клетка, неизменно выделявшаяся выступающей частью здания (ризалит) с небольшими экседрами по краям на первом этаже и со спаренными гипертрофированными колоннами (иногда пилястрами), также по краям на выше расположенных этажах. По вертикали фасад разделялся межэтажными карнизами. Верхняя часть постройки оформлялась карнизами, модульонами. Ризалиты завершались в верхней части аттиком, или фронтоном, или же сочетанием этих элементов. Нижний этаж, за редкими исключениями, возводился кладкой под большой руст «в перебежку», включал в себя имел прямоугольные окна без обрамлений. Оконные проёмы второго этажа, в том случае если он не являлся верхним, были чаще всего прямоугольными, или реже арочными с обрамлениями в виде эдикул, завершённых карнизом, или архивольтом. Окна верхнего этажа всегда устраивались прямоугольными, они оформлялись эдикулами с фронтонным завершением. Такое исполнение фасада секций оставалось неизменным и в том случае, если дом состоял из нескольких секций или представлял собой Г-образную постройку в плане. 

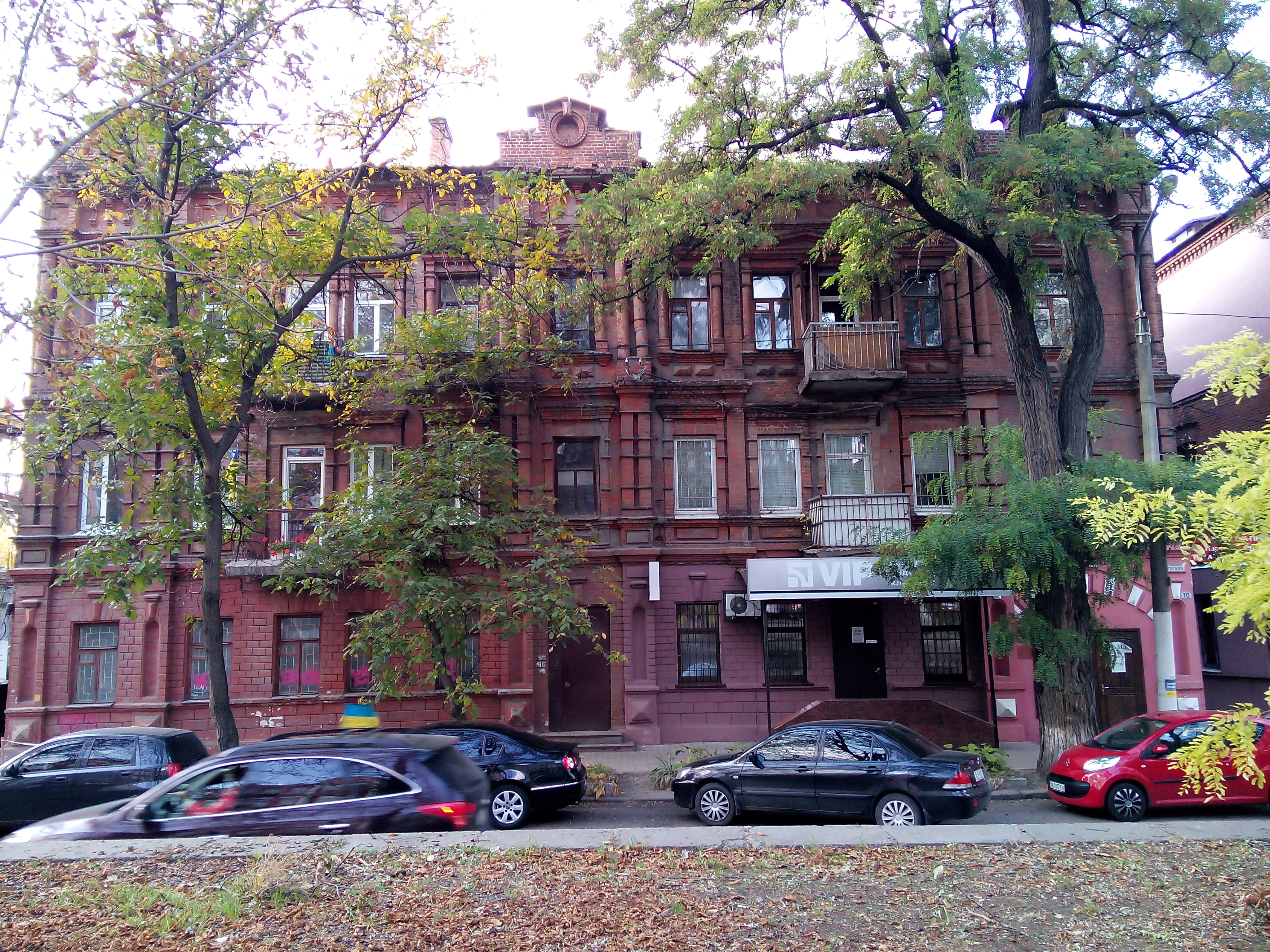
Трёхэтажный доходный дом. Улица Гоголя, № 10. Памятник архитектуры местного значения №64дп

В 1880-х — первой половине 1900-х годов были возведены сотни домов в местном «кирпичном стиле», такими зданиями были застроены десятки кварталов. Примерами хорошо сохранившихся фасадов являются дома: ул. Короленко, № 15; ул. Магдебургского права, № 3; ул. Староказацкая, № 9, № 14, № 16; ул. Исполкомовская, № 13; ул. Европейская, № 10; ул. Барикадная, № 11; ул. Гоголя, № 10; ул. Сечевых Стрельцов, № 26; пл. Соборная, № 6 и другие. Кандидаты технических наук Д. Ю.Чашин, К. Б. Дикарев, О. А. Капшук, О. С. Каменев отмечали, что на активно застраивавшейся во второй половине 1890-х — первой половине 1900-х годов территории «Новые Планы» (часть современного Шевченковского района) было представлено большое количество доходных домов, выполненных в «екатеринославском кирпичном стиле» с элементами неоренессансного и неороманских стилей. Крупные образцы массовой застройки в местном варианте «кирпичного стиля» сохранялись в городе до второй половины 1980-х годов. С тех пор тенденции утраты архитектурного наследия города возросли, многие ценные в архитектурном отношении дома были разрушены, снесены, краснокирпичные фасады закрашены и оштукатурены и т. д. Такие негативные процессы происходят несмотря на то, что в 2001 году Днепропетровск был включён в Список исторических населённых мест Украины. В городе неоднократно проводились различные мероприятия, посвящённые популяризации специфического архитектурного стиля. В сентябре 2021 года на фасаде дома ул. Троицкая, № 3-Б (архитектор Л. А. Бродницкий) была установлена мини-скульптура, посвящённая екатеринославскому кирпичу. Сам бывший доходны считается «типичным» примером «екатеринославского кирпичного стиля».